# 夜間視認性向上装置

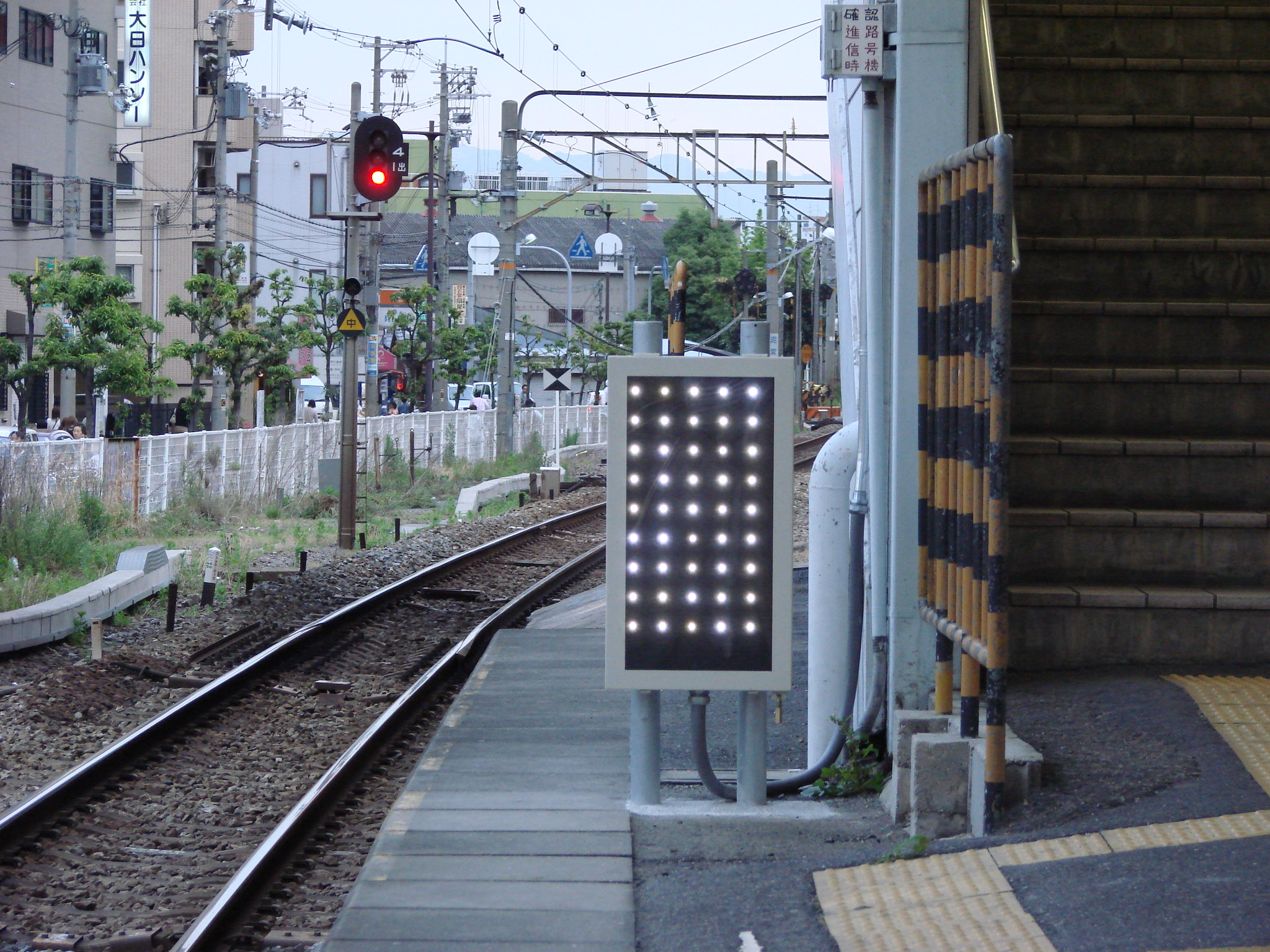
通常型

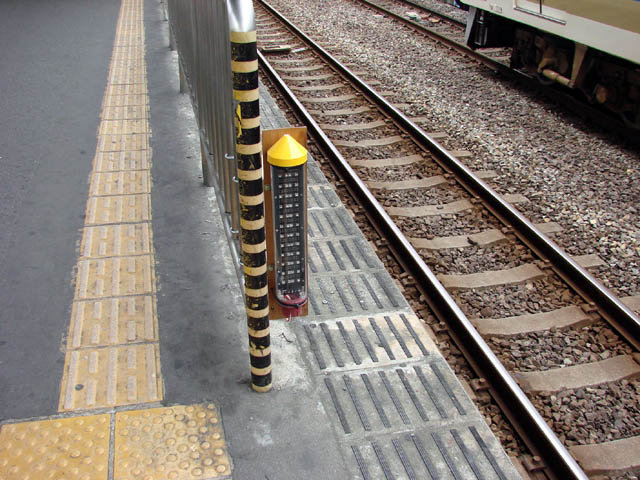
狭小型

夜間視認性向上装置（やかんしにんせいこうじょうそうち）または、夜間視認性補助装置（やかんしにんせいほじょそうち）とは、西日本旅客鉄道（JR西日本）および相模鉄道が駅に設置した、車掌が旅客の乗降を終え、列車に接近しすぎていないことを確認するための設備である 。通称TC-PAC (Train Conductor - Prevent Accident Customer・Check)。

## 概要
JR西日本では、2005年4月25日に発生したJR福知山線脱線事故を機に安全性を向上させる意見や提案があり、その中で夜間での客扱い中に車掌がいる最後尾から最前部付近の乗降が確認しづらい状況下でドアを閉扉することにより旅客がドアに挟まれる事象が発生していたことから、この装置が採用された。
相模鉄道では、2003年度に日本鉄道運転協会が主催する運転業務研究会で発表され、鉄道局長賞を受賞している。

## 装置
装置はLEDを黒いボードに埋め込んだ通常型と、通常型の約4分の1の大きさの狭小型の2種類がある。どちらも光源のLEDは白色1色となっている。
乗降している旅客がドア付近にいることによって装置からの光源が遮られ、車掌に旅客がいることが分かる仕組みになっており、相模鉄道では、列車到着時に自動的に点灯する。